# Церковь Святого Северина (Кёльн)
Церковь Святого Северина (нем.  St. Severin) — католическая церковь в городе Кёльн в южной части старого города (Альтштадт-Зюд) (федеральная земля Северный Рейн-Вестфалия). Церковь расположена на улице Severinstraße.

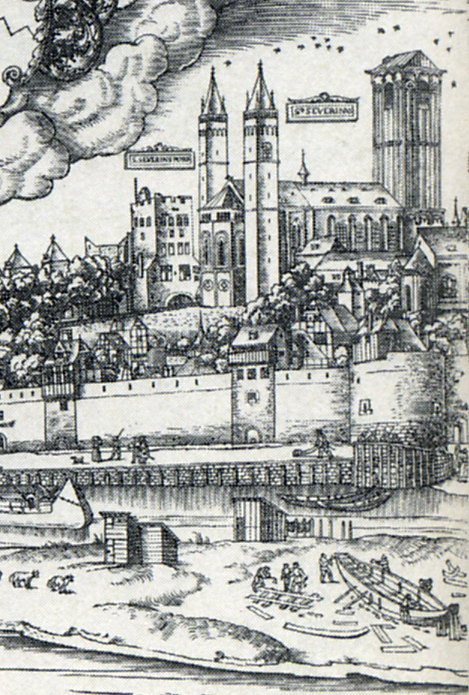
Церковь Святого Северина в середине XVI века

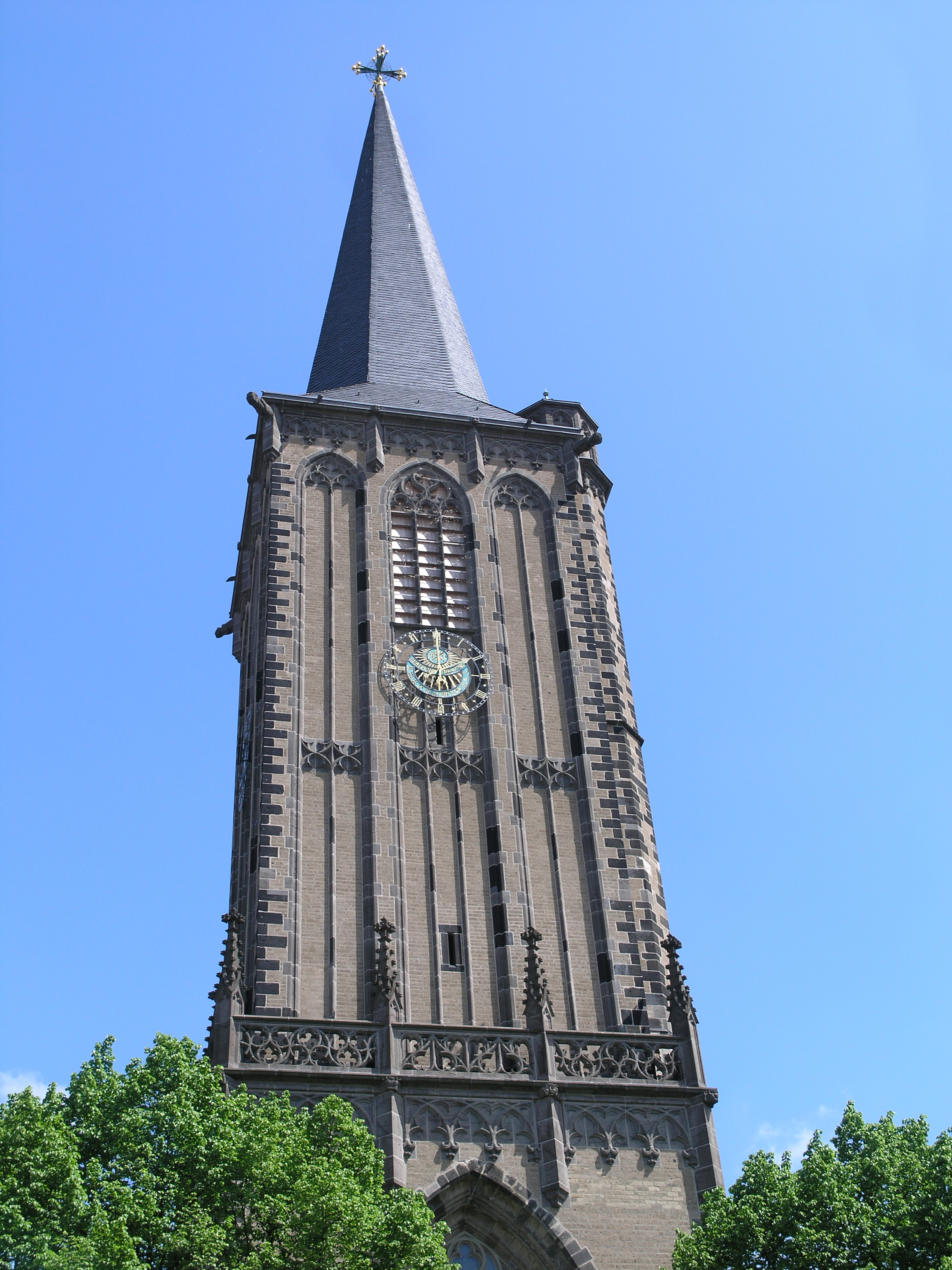
Западная башня

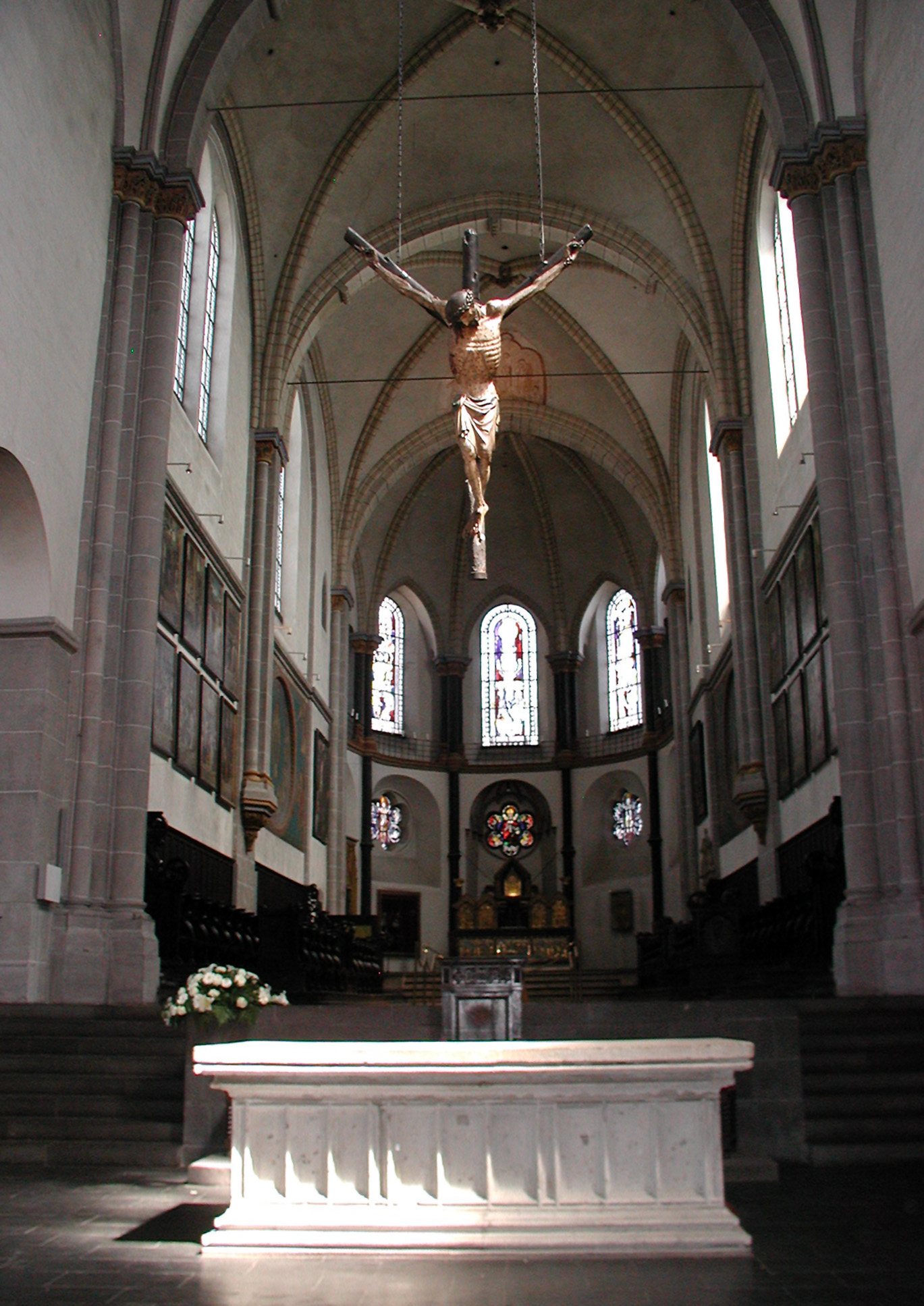
Хор церкви

Церковь Святого Северина — это вторая по высоте из всех романских церквей Кёльна. Западная башня церкви, имеющая высоту 72,90 м всего на 3 м уступает церкви Большой Святой Мартин. Высота конька главного нефа составляет 26 м.

## История
Улица Severinstraße, на которой расположена церковь, в средневековье была основной дорогой, соединяющей Кёльн и Бонн. По обеим сторонам дороги находились римские захоронения. Часть обнаруженных здесь надгробных памятников сейчас хранится в римско-германском музее Кёльна. В IV веке в этом некрополе был построен небольшой мемориальный зал по типу часовни-мартириума с апсидой с западной стороны.

В VI-VIII веках часовня перестраивается и расширяется, а около 900 года на её месте начинает сооружаться романская базилика. В 1043 году базилике были переданы мощи третьего епископа Кёльна Северина (de:Severin von Köln). К этому времени были построены только западная часть церкви и крипта. Восточная часть базилики была закончена в 1-й трети XIII столетия, а южная — только к 1300 году.

Романская западная башня в 1393 году была перестроена в позднеготическом стиле. С XIV по XVI века и главный неф церкви приобретает черты поздней готики.

В годы второй мировой войны во время 262 бомбардировок Кёльна британской авиацией церковь Святого Северина была разрушена. Восстановление церкви началось сразу после войны. 9 марта 1953 года папа Пий XII присвоил церкви Святого Северина звание Малой папской базилики (лат. Basilica minor).